# Carbona cognata
Carbona cognata là một loài bướm đêm trong họ Noctuidae.